# Eccleshill (Lancashire)
Eccleshill – wieś w Anglii, w hrabstwie ceremonialnym Lancashire, w dystrykcie (unitary authority) Blackburn with Darwen. Leży 31 km na północny zachód od miasta Manchester i 291 km na północny zachód od Londynu. W 2011 miejscowość liczyła 319 mieszkańców.